# 黒岩信忠
黒岩 信忠（くろいわ のぶただ、1947年 - ）は、日本の政治家。群馬県草津町町長（4期）。元草津町議会議員（7期）。元草津町議会議長。草津温泉の改革や草津白根山の噴火対応などで注目された。

## 経歴
1947年、群馬県吾妻郡草津町生まれ。
1963年、草津町立草津中学校卒業。卒業後は電気工を経て、燃料販売会社を起業。東京にビルを持つほどに成長させる。
1983年、草津町議会議員に当選。その後、町議会議員を7期務め、町議会議長も務める。
2010年、草津町長選挙に初当選。
2022年、草津町長選挙で新井祥子元町議ら2人を破って4選。
※当日有権者数：5,239人 最終投票率：56.46%（前回比：+0.60pts）
| 候補者名 | 年齢 | 所属党派 | 新旧別 | 得票数  | 得票率 | 推薦・支持 |
| -------- | ---- | -------- | ------ | ------- | ------ | ---------- |
| 黒岩信忠 | 74   | 無所属   | 現     | 2,484票 | 90.10% |            |
| 新井祥子 | 52   | 無所属   | 新     | 141票   | 5.11%  |            |
| 海老根篤 | 74   | 無所属   | 新     | 132票   | 4.79%  |            |

## テレビ出演
- 日経スペシャル カンブリア宮殿 逆襲温泉スペシャル　〜日本の宝を磨いて、町を変えろ！〜（2019年3月28日、テレビ東京）- 草津町長として出演[6]。